# 想像力
想像力（そうぞうりょく、英語: imagination、フランス語: imagination）は心的な像、感覚や概念を、それらが視力、聴力または他の感覚を通して認められないときに作り出す能力である。想像力はイメージする力すなわち経験に意味を、現実に理解を提供する助けとなり、人間が物事や現象を理解するための基本的な能力の一つである。また、学習の過程においても補完的な役割を果たす。
想像力のための基本的なトレーニングはストーリーの語り（物語）を聞くことである。これは、語りのみから物語の世界を正しく呼び起こす必要があるためである。
もっと広義には、想像力は我々がすべてに出会うための能力である。我々が触れ、見聞きするもの全てを「像」に結合させているプロセスを想像力と見なすことができる。

心理学における想像力
想像力は共有世界の感覚認識に由来する諸要素から、心の内で部分的または全体的な個人の領域を生み出す、生来の能力・プロセスと認められる。
この語は心理学では感覚認識で以前与えられた物の知覚表象が心の中で蘇るプロセスとして使われる。語のこの用法が普通の言語のそれと衝突するので、一部の心理学者はこのプロセスを "imaging"  または"imagery"と言うか、「生産的」または「構築的」な想像力と対照して、「再生産的」(reproductive)と呼ぼうとする。想像されたイメージは「心の眼」で見られるという。